# オメでたい頭でなにより
オメでたい頭でなにより（オメでたいあたまでなにより、Happy Heads NANIYORI、OMEDETAI ATAMADE NANIYORI）は、日本のラウドロックバンド。所属レーベルはポニーキャニオン。略称は「オメでた」。
本項では、同じく前身の「赤飯」や「赤飯ソロ」についても記述する。

## 概要・来歴
「日本一オメでたくて汗だくで騒げる」という“オメでたいコア”略して「オメコア」を武器に活動するバンド。近年は「日本一オメでたい人情ラウドロックバンド」と称して、全国のライブハウスや音楽フェスなどで活動している。
ファンのことは「単幸暴（たんさいぼう）」や「オメっ子」と呼ぶ。
2015年よりこのメンバー5名で「赤飯バンド」として活動していたが、2016年8月29日の「幸暴分裂ツアーファイナル@新宿ReNY」でバンド名を発表。2016年8月14日開催のコミックマーケット90では1stEP「オメでたい頭でなによりです!」を発売していた。結成3ヶ月にして骸骨祭りへの出演をかけたオーディションROADto骸骨祭りにて優勝し、骸骨祭り2016in幕張メッセに出演した。
2018年4月4日にポニーキャニオンからメジャー・デビュー。
2024年4月29日Zeep Hanedaにて開催された「ブクロックフェスティバル2024」のラストライブをもって無期限活動休止した。

## メンバー
- 赤飯（せきはん）
  - ボーカル、キーボード、ハーモニカ担当。1983年8月13日（41歳）三重県松阪市出身。
  - 2019年5月から2024年2月までは「セキはん」としてコロナナモレモモ（マキシマム ザ ホルモン2号店）のボーカル（キャーキャーうるさい方と女声）も担当。

- ぽにきんぐだむ
  - ギター、ボーカル担当。1986年9月9日（38歳）[6]大阪府摂津市出身。
  - Ibanez・SOMMERCABLE・LimetoneAudio・KarDiaN エンドーサー[7]

- 324（みつよ）ギター担当。1989年10月31日（35歳）北海道中標津町出身。

- mao** ベース担当。1989年2月26日（36歳）三重県出身。
  - Darkglass エンドーサー[8]

- ミト充** ドラム担当。1984年5月4日（41歳）東京都調布市出身。
  - CANOPUS・Zildjian・EVANS LERNI エンドーサー[9]。

## 作品

### 配信限定EP
| 発売日         | タイトル          | レーベル         |
| -------------- | ----------------- | ---------------- |
| 2015年12月31日 | Free Mosh License | NANIYORI RECORDS |
| 2018年7月7日   | We will luck you  | ポニーキャニオン |

### 配信限定シングル
| 発売日         | タイトル                     | レーベル         | 収録アルバム                 |
| -------------- | ---------------------------- | ---------------- | ---------------------------- |
| 2020年3月18日  | 踊る世間もええじゃないか     | ポニーキャニオン | オメでたい頭でなにより2      |
| 2020年4月3日   | 哀紫電一閃                   | ポニーキャニオン | オメでたい頭でなにより2      |
| 2020年4月8日   | ピーマン                     | ポニーキャニオン | オメでたい頭でなにより2      |
| 2020年12月16日 | 金太の大冒険                 | ポニーキャニオン | オメでたカバー横丁〜一番街〜 |
| 2021年1月13日  | 推しどこメモリアル           | ポニーキャニオン | 未収録                       |
| 2022年2月23日  | ガラガラヘビがやってくる     | ポニーキャニオン | オメでたカバー横丁〜一番街〜 |
| 2022年8月24日  | ダンシングオールナイトレディ | ポニーキャニオン | 未収録                       |
| 2023年8月9日   | 着火繚乱ビンビンビン         | ポニーキャニオン | 未収録                       |
| 2023年11月22日 | チン♂アゲ⤴交渉中             | ポニーキャニオン |                              |

### 赤飯ソロ
|      | 発売日        | タイトル                                 | 規格品番                                  | 備考                           |
| ---- | ------------- | ---------------------------------------- | ----------------------------------------- | ------------------------------ |
| 1st  | 2011年2月2日  | EXIT TUNES PRESENTS SEKIHAN the BEST     | QWCE-10032                                | オリコン最高6位、登場回数17回  |
| 2nd  | 2011年8月3日  | EXIT TUNES PRESENTS SEKIHAN the GOLD     | QWCE-10035                                | オリコン最高9位、登場回数13回  |
|      | 2011年11月2日 | 赤飯おばあちゃんの日本昔話               | QWCE-00200                                | オリコン最高71位、登場回数2回  |
| 3rd  | 2012年4月18日 | EXIT TUNES PRESENTS SEKIHAN the TREASURE | QWCE-00222                                | オリコン最高8位、登場回数7回   |
| 4th  | 2013年6月19日 | 赤BAN                                    | QWCE-00255                                | オリコン最高14位、登場回数6回  |
|      | 2015年8月26日 | 鬱P×赤飯「IDOLATRY」                     | MSIS-011                                  | オリコン最高257位、登場回数1回 |
| Best | 2015年9月16日 | SEKIHAN～許諾出たベスト～                | SRCL-8857:初回生産限定盤 SRCL-8859:通常盤 | オリコン最高44位、登場回数2回  |

### 参加作品(赤飯ソロ)
| 発売日         | タイトル                                                  | 収録曲 |
| -------------- | --------------------------------------------------------- | --- |
| 2009年12月9日  | ニコニ紅白～みんなで楽しく遊んじゃいました～              | 残酷な天使のテーゼ GONG / 赤飯&軟鉄兄弟(湯毛&やまだん)&パーラー&鋼兵 with prkr SKILL / 赤飯&軟鉄兄弟(湯毛&やまだん)&パーラー&鋼兵+Motto!Motto!隊 with zim |
| 2010年7月21日  | ニコニ甲子園 ～みんな野球好きか!?～                       | 虹のグランドスラム |
| 2010年7月28日  | 王族BAND『｢IRREGULAR VOICES｣ feat 赤飯』                  | 全9曲 |
| 2011年5月25日  | ニコニコ大会議2010-2011完全版～ありがとう100万人～ 凸凹+α | |
| 2012年5月16日  | デーモン閣下『MYTHOLOGY』                                 | ようこそ 陰種島へ Feat.赤飯 |
| 2012年11月14日 | アニソンMAX NON STOPアニソンメドレー ～dj Remix～         | ペガサス幻想 / 湯毛・鋼兵・赤飯 INVOKE / 赤飯・ぽこた・湯毛・鋼兵 アンバランスなKissをして / clear・赤飯・ぽこた 魂のルフラン / ℃iel・ヤマイ・ピコ・赤飯 Butter-fly / clear・赤飯・ピコ Cagayake!GIRLS / ピコ・赤飯・non・ボク JOINT / ボク・ピコ・湯毛・samfree God Knows… / 赤飯・ボク・ピコ・ ℃iel |
| 2015年6月24日  | 神聖かまってちゃん『ベストかまってちゃん』(初回限定盤)    | 肉魔法 feat. 赤飯 |

### 提供作品
- 超ときめき♡宣伝部
  - お届け！デリバリースター（作詞：赤飯・ぽにきんぐだむ/作曲：324・赤飯）
- 超人的シェアハウスストーリー『カリスマ』
  - Hell lazy, Psychology.（歌：湊 大瀬（CV.日向朔公））

## タイアップ一覧
| 使用年 | 曲名                         | タイアップ                                                                  |
| ------ | ---------------------------- | --------------------------------------------------------------------------- |
| 2017年 | えんがちょ!                  | テレビ神奈川（tvk）『ミュートマ2』7月・火曜エンディングテーマ               |
| 2018年 | スーパー銭湯〜オメの湯〜     | テレビ東京系『さまスポ』1月度エンディングテーマ                             |
| 2018年 | SHOW-GUTS                    | テレビ神奈川（tvk）『音楽缶』2018年1月度オープニングテーマ                  |
| 2018年 | 日出ズル場所                 | テレビアニメ『火ノ丸相撲』エンディングテーマ（第1話 - 第14話）              |
| 2019年 | 鯛アップ                     | Rakuten Musicタイアップソング                                               |
| 2019年 | ザ☆キュ～ティクルピーポー    | 花王「エッセンシャル」タイアップソング                                      |
| 2020年 | 哀紫電一閃                   | テレビアニメ『ケンガンアシュラ』オープニング主題歌                          |
| 2020年 | SIX ON THE PACK              | テレビ朝日系『ワールドプロレスリング』4・5月ファイティングミュージック      |
| 2020年 | 頑張っていきまっしょい       | 日本テレビ系『バズリズム02』2020年5月度オープニングテーマ                   |
| 2020年 | ピーマン                     | 日本テレビ系『スッキリ』2020年5月度エンディングテーマ                       |
| 2022年 | 完全無比Lady                 | アセムヒ EXWebアニメプロジェクト『怪盗ヌルパン』オープニングテーマ          |
| 2022年 | 超クソデカマックスビッグ主語 | テレビ神奈川（tvk）ドラマ『信長未満-転生光秀が倒せない-』オープニングテーマ |
| 2023年 | 着火繚乱ビンビンビン         | 日本テレビ系『バズリズム02』2023年9月度オープニングテーマ                   |

## ヘビーローテーション/パワープレイ

### テレビ
| 放送年 | 曲名           | ヘビーローテーション/パワープレイ      |
| ------ | -------------- | -------------------------------------- |
| 2019年 | 乾杯トゥモロー | 日本テレビ系『バズリズム02』POWER PLAY |

### ラジオ
| 放送年 | 曲名   | ラジオヘビーローテーション/パワープレイ |
| ------ | ------ | --------------------------------------- |
| 2018年 | 鯛獲る | 2018年4月度Monthly A Music              |

## 主なライブ

### ワンマンライブ・主催イベント
- 2017年01月09日 - オメでたい頭でなにより 新年1発目レコ発☀日の出ワンマン”SHOW-GUTS!”
- 2017年02月26日 - オメでたい頭でなにより mao生誕ワンマン～maoプロデュース可能な限りのわがままを添えて～
- 2017年03月12日 - オメでたい頭でなにより レコ発ワンマン～オメデタ春の感謝祭"新歓オメコンパ"～
- 2017年04月08日 - オメでたい頭でなにより企画 三ヶ月連続Free Mosh Licence 2発目!!
w/ReVision of Sence
- 2017年05月04日 - オメでたい頭でなによりのミト充 生誕祭～ミト充が町田に7年ぶりに帰るって～
- 2017年05月26日 - オメでたい頭でなにより企画 三ヶ月連続 Free Mosh License
w/打首獄門同好会
- 2017年08月13日 - オメでたい頭でなにより レコ発「◯」ワンマン～夏の大宴会～
- 2017年10月29日・11月05日 - オメでたい頭でいっぱいです!～ザ・ベストライブ～
- 2018年02月02日〜02月25日 - オメでたい頭でなにより オメコレクション レコ発ツアー「真剣2マン遊VIVA!」
w/a crowd of rebellion / 魔法少女になり隊 / バンドじゃないもん! / ヒステリックパニック / ビレッジマンズストア / 四星球
- 2018年04月04日〜07月16日 - オメ道楽2018 ～鯛獲るレコ発編～
w/a crowd of rebellion / cinema staff / KNOCK OUT MONKEY / PassCode / バックドロップシンデレラ / ベッド・イン / ライブキッズあるある中の人 / 打首獄門同好会 / 花団 / 超能力戦士ドリアン
- 2018年08月13日 - 『レコ発ワンマン～夏の大宴会～』振替公演
- 2019年02月09日〜04月21日 - オメでたい頭でなにより"1"マンツアー 〜今 いくね くるね〜[25]
- 2019年08月29日 - オメでたい頭でなにより 3周年記念イベント"オメでたの 3周年だヨ!全員集合"
- 2019年10月14日〜2020年01月11日 - オメでたい頭でなにより「真剣2マン遊VIVA!」
w/BRADIO / TOTALFAT / Xmas Eileen / ハルカミライ / 四星球 / 打首獄門同好会 / 氣志團
- 2020年02月22日 - 2020年02月24日 - オメでたい頭でなにより"1"マンツアー 〜今 いくね くるね2〜
- 2021年01月23日 - 2021年01月30日 - オメでたい頭でなによりZeepワンマン〜笑うしかできない全席デリケートゾーンライブ〜
- 2021年04月04日 - 2021年07月09日 - オメでたい頭でなにより"1"マンツアー 〜今 いくね くるね Ⅱ TURBO〜
- 2021年08月29日 - オメでたい頭でなにより 5周年記念イベント"オメでたの 5周年だヨ!全員集合"
- 2021年11月03日 - 2021年12月04日 - オメでたい頭でなにより「真剣2マン遊VIVA!」
w/BRADIO / ビレッジマンストア / バッグドロップシンデレラ / 忘れらんねえよ / 眉村ちあき / キュウソネコカミ / 打首獄門同好会 / KEYTALK
- 2022年04月04日 - オメでたい頭でなにより オメコンベストテン とちょっと 2022
- 2022年05月13日 - オメでたカバー劇場 〜大阪座〜
- 2022年05月15日 - オメでたカバー劇場 〜東京座〜
- 2022年08月29日 - オメでたい頭でなにより 結成6周年ライブ
- 2022年10月02日 - 2023年01月08日 - オメでたい頭でなにより"1"マンツアー 〜今 いくね くるね3〜
- 2023年03月15日 - オメでたい頭でなにより　ワンマンシリーズ2023「大寿祭-前哨戦-」
- 2023年03月17日 - オメでたい頭でなにより　ワンマンシリーズ2023「大寿祭-ぽにきんぐだむ 温故知新編」
- 2023年04月04日 - オメでたい頭でなにより　ワンマンシリーズ2023「大寿祭」
- 2023年05月14日 - オメでたい頭でなにより　ワンマンシリーズ2023「大寿祭-ミト充原点回帰-町田 The Play House 40th Anniversary編」
- 2023年08月25日 — 2023年08月29日 - オメでたい頭でなにより　ワンマンシリーズ2023「大寿祭-東名阪ツアー」
- 2023年10月28日 - オメでたい頭でなにより　ワンマンシリーズ2023「大寿祭-強襲！来訪神」
- 2023年10月31日 - オメでたい頭でなにより　ワンマンシリーズ2023「大寿祭-324生誕祭蝦夷の大地で墳墓建立GIG2023」
- 2024年02月09日 - 2024年04月04日 - オメでたい頭でなにより"1"マンツアー 〜今 いくね くるね4〜

### 出演イベント
- 2016年11月14日 - ビレッジマンズストア『正しい夜明け』Release Tour
- 2016年12月03日 - SKULLSHIT 20th ANNIVERSARY 骸骨祭り
- 2017年03月04日 - 見放題東京2017
- 2017年03月10日 - 高崎市ヲ解放セヨ ～オメでたいウンザを踊る赤村民～
- 2017年03月20日 - オメでたい頭でなにより vs ピアノゾンビ
- 2017年03月23日・30日 - ライブキッズあるある中の人企画「ライブ行きたい」大規模で挑戦!
- 2017年04月14日 - Super Duuuper!!～オメでたい頭でなにより×BAND PASSPO☆～（OA:凸凹凸凹-ルリロリ-）
- 2017年04月16日 - ちゃんげろソニック2017
- 2017年05月07日 - COMIN'KOBE17
- 2017年05月12日 - presented by ミオヤマザキ「ミオフェス」
- 2017年06月02日 - ライブキッズあるある中の人企画 『ライブ行きたい』
- 2017年06月04日 - SAKAE SP-RING 2017
- 2017年06月10日 - 戦獄絵巻 岡山の陣
- 2017年06月22日 - ROAD to FREEDOM NAGOYA 2017
- 2017年06月24日 - FREEDOM NAGOYA 2017
- 2017年07月01日 - 見放題2017
- 2017年07月02日 - 魔法少女になり隊 魔法少女になりな祭 2017
- 2017年07月24日・25日・08月01日/08日・16日・28日・09月07日 - ライブキッズあるある中の人 あるあるツアー「ライブ行きたい」夏フェスもいいけど、ライブハウスもいいよね全国ツアー
- 2017年08月23日・24日 - SOUND SHOCK 2017
- 2017年08月31日 - ライブキッズあるあるの中のジャイアンナイト
- 2017年09月01日 - ヒステリックパニック「DEAD or ALIVE」TOUR 2017
- 2017年09月16日 - TOKYO CALLING 2017
- 2017年09月18日 - オトタノ
- 2017年09月24日 - オメでたいウンザウンザを踊ったのは全部お前たちのせいだ
- 2017年09月30日 - 長田大行進曲2017
- 2017年10月01日 - 大冠祭
- 2017年10月07日 - MINAMI WHEEL 2017
- 2017年10月07日 - 見な放題2017
- 2017年10月21日・22日・25日・26日・27日・11月10日・19日 - 打首獄門同好会「戦獄絵巻」
- 2017年11月06日 - はぴれぼ～みさこ生誕2017～
- 2017年11月16日 - アシュラシンドローム presents「メテオストリームアタック!!」
- 2018年02月04日 - でらロックフェスティバル 2018
- 2018年03月03日 - 見放題東京2018
- 2018年03月04日 - AIR-G' Sparkle Sparkler presents スパクル☆ナイト Vol.6
- 2018年03月10日 - HIROSHIMA MUSIC STADIUM-ハルバン-'18
- 2018年03月11日 - TENJIN ONTAQ 2018
- 2018年03月17日 - SANUKI ROCK COLOSSEUM～BUSTA CUP 9th round～
- 2018年03月25日 - 音流大演会2018
- 2018年03月29日 - シモノオンセン デ ショータイム
- 2018年04月01日 - KKP TOUR またイかせてもらいます!!47都道府県全国津々ムラ×2!! デリバリー感覚ピエロ!!～チェンジだなんて言わせない～
- 2018年04月14日 - PAN「ザ・マジックアワーツアー」
- 2018年04月28日 - COMING KOBE 18
- 2018年05月02日 - VIVA LA GARDEN presents HAPPY MUSIC HOUR!!!
- 2018年05月11日 - セックスマシーン「バンド名による影響を考察するツアー」
- 2018年05月13日 - アシュラシンドロームpresents "俺売れツアー"
- 2018年06月03日 - SAKAE SP-RING 2018
- 2018年06月02日 - 百万石音楽祭 2018～ミリオンロックフェスティバル～
- 2018年06月16日 - JUNE ROCK FESTIVAL 2018
- 2018年06月23日 - FREEDOM NAGOYA 2018
- 2018年07月07日 - 見放題2018
- 2018年07月15日 - JAPAN'S NEXT 渋谷JACK 2018 SUMMER
- 2018年07月27日 - OGA NAMAHAGE ROCK FESTIVAL 前夜祭 ONRF ADDICTS 2018～
- 2018年08月04日 - ROCK IN JAPAN FESTIVAL 2018
- 2018年08月11日 - RISING SUN ROCK FESTIVAL 2018 in EZO
- 2018年08月19日 - MONSTER baSH 2018
- 2018年09月15日 - 氣志團万博2018 ～房総爆音爆勝宣言～
- 2018年09月17日 - TOKYO CALLING 2018
- 2018年09月23日 - イナズマロック フェス 2018
- 2018年09月24日 - オトタノ2018
- 2018年09月29日 - 長田大行進曲2018
- 2018年10月08日 - MINAMI WHEEL 2018
- 2018年10月19日・20日・28日 - バックドロップシンデレラ「本気だしてウンザウンザを踊るツアー」
- 2018年11月10日・15日・16日 - 東名阪3マンスプリットツアー『幸三昧2018』
- 2018年12月09日 - JAPAN'S NEXT 渋谷 JACK 2018 WINTER
- 2018年12月22日 - ポルノ超特急2018-5th ANNIVERSARY-
- 2018年12月25日 - BARIYOKA ROCK 2018
- 2018年12月31日 - COUNTDOWN JAPAN 18/19
- 2019年01月19日 - around 10th Anniversary MUSIC ZOO WORLD
- 2019年01月20日 - オトノマツリ in OSAKA
- 2019年01月26日 - 日本工学院ミュージックカレッジpresents「Re:」
- 2019年03月02日 - 見放題東京2019
- 2019年03月02日 - Zephyren presents A.V.E.S.T project Vol.13
- 2019年03月23日 - PassCode Presents「V.P.C」
- 2019年04月26日 - 忘れらんねえよ主催 ツレ伝 リリース打ち上げ篇 ～春が来た～
- 2019年05月06日 - VIVA LA ROCK 2019
- 2019年05月10日 - 四星球「SWEAT 17 BLUES 完成CELEBRATE? TOUR」
- 2019年05月18日 - バックドロップシンデレラ6th singleリリース&ビレッジマンズストア村立15周年記念御礼参り 「聖地巡礼行脚でウンザウンザを踊るツアー」
- 2019年05月19日 - OSAKA METROPOLITAN ROCK FESTIVAL 2019
- 2019年05月24日 - FABLED NUMBER presents「Millionaire Tour」～銭、もろてもええですか?～
- 2019年06月01日 - 百万石音楽祭2019～ミリオンロックフェスティバル～
- 2019年06月02日 - SAKAE SP-RING 2019
- 2019年06月07日・08日 - 打首獄門同好会「47都道府県ツアー"獄至十五ツアー"」
- 2019年06月15日 - JUNE ROCK FESTIVAL 2019
- 2019年06月26日・27日 - 感覚ピエロ 5-6th anniversary『LIVE - RATION 2019』～奮い立たせてなんぼでしょ～
- 2019年07月06日 - 見放題2019
- 2019年07月26日 - OGA NAMAHAGE ROCK FESTIVAL VOL.10
- 2019年08月03日 - ROCK IN JAPAN FESTIVAL 2019
- 2019年08月17日 - RISING SUN ROCK FESTIVAL 2019 in EZO
- 2019年09月16日 - TOKYO CALLING 2019
- 2019年09月21日 - オトタノ2019
- 2019年09月27日 - 長田大行進曲2019
- 2019年09月28日 - PIA MUSIC COMPLEX 2019
- 2019年10月03日 - ♀フェスʼ19～超大阪爆笑宣言～
- 2019年10月05日 - マグロック2019
- 2019年10月05日 - ツレ伝オールナイトフェスティバル
- 2019年10月12日 - FM802 30PARTY MINAMI WHEEL 2019
- 2019年10月27日 - ボロフェスタ2019
- 2019年11月02日 - ESPエンタテインメント大阪「楽園祭」
- 2019年11月03日・04日 - 山嵐「極上音楽集ツアー2019～2020」
- 2019年11月07日 - KNOCK OUT MONKEY Autumn Tour 2019 ～⻤のスリーマン～
- 2021年05月05日 - VIVA LA ROCK 2021
- 2021年06月15日 - JUNE ROCK FESTIVAL 2021
- 2021年08月01日 - 風雲！大阪城音泉 ～あとの祭り編～
- 2021年12月12日 - マグロック&フジソニック EXTRA～SAIKAI～
- 2021年12月26日 - RideMISOKA FEST2021
- 2022年03月05日 - Zephyren presents A.V.E.S.T project Vol.16
- 2022年07月23日 - LuckyFM Green Festival' 22
- 2022年07月30日 - OGA NAMAHAGE ROCK FESTIVAL VOL.11
- 2022年10月15日 - JUNE ROCK FESTIVAL 2022
- 2024年04月29日 - ブクロックフェスティバル 2024

### ワンマンライブ・主催イベント(赤飯ソロ)
- 2011年08月 - 赤・ω・飯)の本当にあった普通の独演会～1st season～ 番外編:「(赤・ヮ・飯)の本当にあった普通の生誕祭
- 2012年03月〜04月 - (赤・ヮ・飯)の本当にあった普通の独演会 ～2012春・三都物語～
- 2013年09月 - 赤飯 solo LIVE 2013 ～Get or Lose the Plot～
- 2015年11月〜12月 - SEKIHAN LIVE 2015 暴れる許諾出すツアー

### 出演イベント(赤飯ソロ)
- 2012年05月 - EXIT TUNES ACADEMY -EXIT TUNES 10th ANNIVERSARY SPECIAL-
- 2012年05月 - G.W.NICOLAI
- 2012年06月 - デーモン閣下 EMON'S ROCK MYTHOLOGY TOUR
- 2012年06月 - EXIT TUNES ACADEMY@0624 Zepp Tokyo
- 2012年08月 - NACK5「音楽人～ONGAKU BEAT～」Special Live
- 2012年08月 - EXIT TUNES ACADEMY
- 2012年08月 - SuG VS (赤・ω・飯)-
- 2012年10月 - EXIT TUNES ACADEMY
- 2012年12月 - EXIT TUNES ACADEMY
- 2013年01月 - EXIT TUNES ACADEMY
- 2013年02月 - EXIT TUNES ACADEMY
- 2013年03月 - EXIT TUNES ACADEMY
- 2013年04月 - EXIT TUNES ACADEMY
- 2013年05月 - EXIT TUNES ACADEMY
- 2013年07月 - EXIT TUNES ACADEMY
- 2013年08月 - EXIT TUNES ACADEMY
- 2013年10月 - @smile-link-party Re:
- 2013年12月 - EXIT TUNES ACADEMY
- 2014年08月 - EXIT TUNES ACADEMY
- 2015年02月 - XYZ TOUR 2015
- 2015年02月 - Tokyo MUSIC COLLECTION
- 2015年03月 - ウタカツ!スーパーライブ2015
- 2015年04月 - スズム LIVE 2015「八日目、雨が止む前に。」
- 2015年05月 - Tokyo MUSIC COLLECTION in Zepp Tokyo
- 2015年06月 - ピコ 出張ピコん家～九州ツアー編～
- 2015年07月 - XYZ TOUR 2015 -SUMMER-
- 2015年08月 - XYZ TOUR 2015 -SUMMER-
- 2015年08月 - EXIT TUNES ACADEMY
- 2015年08月 - 神聖かまってちゃん 対バンツアー『Athena最前線』番外編
- 2015年10月 - ウタカツ!ミーティング -volume 001-
- 2015年11月 - EXIT TUNES ACADEMY UNDOKAI 2015 ～秋の大運動会～
- 2016年01月 - ウタカツ!ミーティング -volume002- スクールディスコ
- 2016年02月 - XYZ TOUR 2016 -DJ Style-
- 2016年06月 - ミオヤマザキ ミオフェス
- 2016年10月 - EXIT TUNES ACADEMY HALLOWEEN PARTY 2016
- 2016年12月 - イツミと好き勝手
- 2017年03月 - XYZ TOUR 2017 -DJ Style-
- 2017年07月 - Piano session night
- 2018年03月 - 東京激ロックDJ PARTY SPECIAL! EDGE-CRUSHER Vol.122&clubasia 22th ANNIVERSARY
- 2018年07月 - アシュラシンドローム 8月3日渋谷QUATTROワンマンを考察する会
- 2018年12月 - ROCK IT RUDIE'S VOL.18 (DJ飯の種 a.k.a. 赤飯)